# Friedrich Wilkening
Friedrich Wilkening (* 16. Oktober 1946 in Helpsen) ist ein deutscher Psychologe und ehemaliger Hochschullehrer an der Universität Zürich.

## Werdegang und Wirken
Nach dem Abitur in Bückeburg studierte Wilkening Psychologie an der Universität Tübingen. Sein Studium schloss er 1972 mit dem Diplom ab. Danach wechselte er als Doktorand an die Universität Düsseldorf, wo er 1974 mit der Schrift Entwicklungspsychologische Experimente zur Wahrnehmungs- und Urteilsrelativität zum Dr. rer. nat. promoviert wurde. Im selben Jahr übernahm er eine Stelle eines wissenschaftlichen Assistenten an der Universität Frankfurt am Main. Es folgten in den Jahren 1978 und 1979 Forschungsaufenthalte an der University of Minnesota und der University of California, San Diego.
Nach seiner Rückkehr nach Deutschland wurde Wilkening 1979 zum Professor für Psychologie an der TU Braunschweig ernannt. 1984 wechselte er auf eine Professur an die Universität Frankfurt am Main und nach einem zwischenzeitlichen Forschungsaufenthalt in Oxford 1992 auf die ordentliche Professur für Allgemeine Psychologie an der Universität Tübingen. 1997 folgte er dem Ruf auf den gleichnamigen Lehrstuhl an der Universität Zürich, den er bis zu seiner Emeritierung 2012 innehatte.
Wilkening amtierte jeweils für mehrere Jahre als Direktor der Psychologischen Institute aller vier Universitäten, an denen er als Professor tätig war, zudem als Dekan des Fachbereichs Psychologie der Universität Frankfurt sowie Prodekan der Philosophischen Fakultät der Universität Zürich. Von 2000 bis 2002 war er Vizepräsident der Deutschen Gesellschaft für Psychologie. Von 2008 bis 2016 war er Mitglied des Forschungsrats des Schweizerischen Nationalfonds in der Abteilung für Geistes- und Sozialwissenschaften und fungierte von 2013 bis 2015 als deren Vizepräsident. Von 2016 bis 2024 war er eine Vertrauensperson der Universität Zürich bei Fragen der wissenschaftlichen Integrität.

## Forschung
In seiner Forschung befasste sich Wilkening mit Fragen der Kognitionspsychologie, speziell der kognitiven Entwicklung von Kindern. Im Vordergrund des inhaltlichen Interesses standen die intuitiven (außerschulisch erworbenen) Vorstellungen über physikalische und statistische Phänomene und wie sich diese impliziten Konzepte durch die weitgehend unbewusste Verwendung verschiedener algebraischen Regeln der Informationsintegration erklären lassen. Für seine erste Publikation zu dieser Thematik erhielt Wilkening 1979 den Heinz-Maier-Leibnitz-Preis des Bundesministeriums für Bildung und Wissenschaft.

## Veröffentlichungen (Auswahl)
- Entwicklungspsychologische Experimente zur Wahrnehmungs- und Urteilsrelativität (= Psychologia universalis, Bd. 35). Hain, Meisenheim am Glan 1974 (Dissertation Universität Düsseldorf), ISBN 3-445-01333-0.
- (Hrsg.): Information integration by children. Erlbaum, Hillsdale, N.J. 1980, ISBN 0-89859-015-9.
- (mit Alexandra M. Freund und Mike Martin): Entwicklungspsychologie. Workbook. Beltz, Weinheim 2008, ISBN 978-3-621-27644-3 (2. Aufl. 2013).